# Plaine de La Mothe-Saint-Héray-Lezay
Plaine de La Mothe-Saint-Héray-Lezay este o arie protejată (arie de protecție specială avifaunistică — SPA) din Franța întinsă pe o suprafață de 24.450 ha, integral pe uscat.

## Localizare
Centrul sitului Plaine de La Mothe-Saint-Héray-Lezay este situat la coordonatele 46°17′18″N 0°02′27″E / 46.28833°N 0.04083°E.

## Înființare
Situl Plaine de La Mothe-Saint-Héray-Lezay a fost declarat arie de protecție specială avifaunistică în baza directivei 79/409 din 1979 referitoare la conservarea păsărilor sălbatice pentru a proteja 41 de specii de animale.

## Biodiversitate
Situată în ecoregiunea atlantică, aria protejată nu include niciun habitat protejat.
La baza desemnării sitului se află mai multe specii protejate de  păsări (41): pescăruș albastru (Alcedo atthis), rață cârâitoare (Anas querquedula), fâsă-de-câmp (Anthus campestris), stârc roșu (Ardea purpurea), ciuf de câmp (Asio flammeus), pasărea ogorului (Burhinus oedicnemus), caprimulg (Caprimulgus europaeus),  prundaș gulerat mic (Charadrius dubius), Charadrius morinellus, chirighiță-cu-obraz-alb (Chlidonias hybridus), barză albă (Ciconia ciconia), barză neagră (Ciconia nigra), șerpar (Circaetus gallicus), erete de stuf (Circus aeruginosus), erete vânăt (Circus cyaneus), erete cenușiu (Circus pygargus), cristeiul de câmp (Crex crex), ciocănitoare neagră (Dryocopus martius), egretă albă (Egretta alba), egretă mică (Egretta garzetta), șoim de iarnă (Falco columbarius), șoim călător (Falco peregrinus), cocor (Grus grus), acvilă pitică (Hieraaetus pennatus), sfrâncioc roșiatic (Lanius collurio), ciocârlie de pădure (Lullula arborea), gușă albastră (Luscinia svecica), gaia neagră (Milvus migrans), gaia roșie (Milvus milvus), culic mare (Numenius arquata), stârc de noapte (Nycticorax nycticorax), vultur pescar (Pandion haliaetus), viespar (Pernis apivorus), bătăuș (Philomachus pugnax), lopătar (Platalea leucorodia), ploier auriu (Pluvialis apricaria), cresteț pestriț (Porzana porzana), chiră de baltă (Sterna hirundo), spârcaci (Tetrax tetrax), fluierar de mlaștină (Tringa glareola), nagâț (Vanellus vanellus).
Pe lângă speciile protejate, pe teritoriul sitului au mai fost identificate 15 specii de păsări.